# Pejelagarto 2.ª Sección
Pejelagarto 2.ª Sección es una ranchería del municipio de Balancán ubicado en la subregión de los Ríos del estado mexicano de Tabasco.

## Geografía
La localidad se ubica a 33.9 kilómetros (en dirección sudeste) de la localidad de Balancán de Domínguez, la cabecera y lugar más poblado del municipio. Se sitúa en las coordenadas geográficas 18°03′47″N 91°21′46″O / 18.063056, -91.362778, a una elevación de 21 metros sobre el nivel del mar.

## Demografía
Según el Conteo de Población y Vivienda 2020, efectuado por el Instituto Nacional de Estadística y Geografía, la localidad de Pejelagarto 2.ª Sección tiene 92 habitantes, de los cuales 44 son del sexo masculino y 48 del sexo femenino. Su tasa de fecundidad es de 2.25 hijos por mujer y tiene 29 viviendas particulares habitadas.
| Gráfica de evolución demográfica de Pejelagarto 2.ª Sección entre 1990 y 2020 |
|                                                                               |
| INEGI.                                                                        |